# Rodney Alcala
Rodney James Alcala, född Rodrigo Jacques Alcala Buquor den 23 augusti 1943 i San Antonio, Texas, död den 24 juli 2021 i Corcoran, Kalifornien, var en amerikansk seriemördare och våldtäktsman. Han dömdes år 2010 till döden i Kalifornien för fem mord begångna inom delstaten mellan 1977 och 1979. Han stod därefter under utredning i New York för flera mord. Hans verkliga antal mordoffer är fortfarande okänt men det uppskattas till att vara någonstans mellan 8 och 130 offer. Alcala beskrivs som en mycket brutal och ondsint mördare som enligt domare och åklagare "lekte" med sina offer genom att strypa dem medvetslösa, vänta tills de vaknade och ströp dem igen. Han kallas ibland "The Dating Game Killer" på grund av hans deltagande i TV-showen The Dating Game mitt under mordvågen. Man har i hans ägo funnit tusentals bilder på kvinnor och unga pojkar i sexuellt utmanande positioner. Kriminaltekniker och poliser jämför honom med Ted Bundy.

## Biografi
Rodney Alcala föddes som Rodrigo Jacques Alcala Buquor i San Antonio, Texas av föräldrarna Raoul Alcala Buquor och Anna Maria Gutierrez. Fadern övergav familjen tidigt och hans mor tog med sig Rodney och hans syster till Los Angeles när han var tolv år. 
Vid 17 års ålder tog han tjänst i den amerikanska armén som expedit och arbetade där fram till 1964 när han drabbades av, vad man kallade det, ett nervöst sammanbrott. Enligt de militära psykologernas utredning led Alcala av en antisocial personlighetsstörning och fick på medicinska grunder lämna armén (senare diagnoser påvisar att Alcala lider av narcissistisk personlighetsstörning och borderline). 
Alcala, som själv påstår sig vara ett geni, examinerades från UCLA konstskola efter sitt avsked från armén och fortsatte sina studier på New York University där han under det falska namnet John Berger studerade filmvetenskap under bland andra Roman Polanski.

## Kriminell historia
Alcala begick sitt första brott 1968 när han kidnappade den åttaåriga flickan Tali Shapiro i Los Angeles. Ett vittne såg kidnappningen och ringde polisen. När polisen stormade lägenheten hade Alcala lyckats fly därifrån men flickan var kvar, våldtagen och brutalt misshandlad med ett järnrör. Det är här som Alcala flyr till östkusten och New York University. 
I juni 1971 hittas den 23-åriga flygvärdinnan Cornelia Michel Crilley våldtagen och strypt till döds i sin lägenhet på Manhattan; detta mord skulle förbli olöst i 40 år. Senare samma sommar skulle två lägerdeltagare känna igen Alcala på FBI:s Most Wanted-lista när de var på ett läger där Alcala arbetade. Han blev omedelbart gripen och utlämnad till Kalifornien där han skulle åtalas för våldtäkten och misshandeln av sitt första offer, men tyvärr hade familjen Shapiro flyttat till Mexiko och vägrade låta flickan vittna. Genom detta bakslag kunde åklagarna inte göra annat än att åtala Alcala för mindre brott vilket resulterade i ett kortare fängelsestraff, och han blev villkorligt frigiven efter 34 månader.
Mindre än två månader senare greps han på nytt efter att ha förgripit sig på en 13-årig flicka. Återigen släpptes han villkorligt efter att ha avtjänat ett fängelsestraff på två år. Kriminalvården tillät honom att åka till New York och man tror idag att det var under denna tid som han mördade 23-åriga Ellen Jane Hover, Dean Martins och Sammy Davis Jrs gudbarn.
Åren 1977 och 1979 lyckades Alcala få hundratals unga kvinnor och män att tro att han var en professionell fotograf och att han behövde bilderna han tog till sin portfolio. Han visade tillochmed bilderna för sina arbetskamrater. 
Den 20 juni 1979 försvinner 12-åriga Robin Samsoe efter sin balettlektion i Huntington Beach, Kalifornien. Hennes förruttnade kropp påträffas tolv dagar senare i Los Angeles skogsområden. I Seattle hittar man flickans örhänge i ett skåp som Alcala hyrt. Under 1980 åtalas och döms Alcala till döden för mordet på Robin Samsoe, men domen ändras av Högsta Domstolen i Kalifornien som på grund av teknikaliteter omvandlar straffet till livstid. Under 1986 påbörjas en likadan rättegång med samma utfall, dödsstraff, men även denna gång omvandlas straffet på grund av teknikaliteter.

## Nya offer
Under 2003 får polisen reda på att Alcalas DNA finns på flera mordoffer. Nya rättegångar förbereds och fler och fler offer kan knytas till Alcala. Efter den tredje rättegången döms Rodney Alcala 2010 till döden för tredje gången av delstaten Kalifornien. Han står nu åtalad för mordet på Ellen Jane Hover i New York.